# Queer Lion 2014
Il Queer Lion 2014 è l'ottava edizione del riconoscimento collaterale che premia «il miglior film con tematiche omosessuali & Queer Culture», assegnato nel quadro delle manifestazioni previste per la LXXI Mostra del Cinema di Venezia che si è svolta dal 27 agosto al 6 settembre 2014.
Il premio è stato patrocinato dalla Presidenza del Consiglio dei ministri, tramite il dipartimento per le Pari Opportunità UNAR, Ministero dei Beni e delle Attività Culturali e del Turismo, Regione del Veneto, Provincia di Venezia, Comune di Venezia e Sindacato Nazionale Critici Cinematografici Italiani.
Il premio è stato assegnato a Les nuits d'été di Mario Fanfani, con la seguente motivazione:

## Giuria
La giuria è stata presieduta da Alessandro Zan. Gli altri membri sono stati Daniel N. Casagrande, e Marco Busato, delegato generale dell'associazione culturale CinemArte.

## Film in concorso
I film in competizione per il titolo alla rassegna sono stati sette, individuati nelle diverse sezioni del festival.

### Venezia 71
- Pasolini di Abel Ferrara (Francia/Belgio/Italia)

### Giornate degli autori
- The Smell of Us di Larry Clark (Francia / Belgio)
- Les nuits d'été di Mario Fanfani (Francia)
- The Goob di Guy Myhill (Regno Unito)
- Métamorphoses di Christophe Honoré (Francia)
- The Farewell Party (Mita Tova) di Sharon Maymon, Tal Granit (Israele / Germania)

### Settimana Internazionale della Critica
- Agitarsi nel mezzo del nulla (Đập cánh giữa không trung) di Nguyễn Hoàng Điệp (Vietnam/Francia/Norvegia/Germania)